# Dmitry Shervashidze
Dmitry Shervashidze, detto anche Umar Bey, nome completo Dmitry Giorgievitch Shirvashidze (... – Lykhny, 16 ottobre 1822), fu il penultimo principe di Abcasia dal 1821 al 1822.

## Biografia
Dmitry, figlio primogenito del principe Sefer Ali-Bey Shervashidze, iniziò la propria carriera come paggio dello zar a San Pietroburgo, divenendo poi colonnello all'interno dell'esercito russo dopo che lo zar Alessandro I ebbe dichiarato l'Abcasia come protettorato del proprio impero. Nel 1810 si convertì alla religione ortodossa come già aveva fatto suo padre, e venne battezzato col nome di Dmitry.
Egli succedette come principe di Abcasia alla morte di suo padre il 7 febbraio 1821, ma regnò per poco più di un anno in quanto venne avvelenato a Lykhny il 16 ottobre 1822. Non essensosi sposato e non avendo avuto figli, gli succedette il fratello Michele.

## Ascendenza
|                                        |                         |                               | Genitori                      |  |  | Nonni |  |  | Bisnonni                        |  |  | Trisnonni                      |  |
|                                        |                         |                               |                               |  |  |       |  |  | Principe Mancha II Shervashidze |  |  | Principe Mancha I Shervashidze |  |
|                                        |                         |                               |                               |  |  |       |  |  | Principe Mancha II Shervashidze |  |  | Principe Mancha I Shervashidze |  |
|                                        |                         | …                             |                               |  |  |       |  |  | Principe Mancha II Shervashidze |  |  |                                |  |
| Principe Kelesh Ahmed Bey Shervashidze |                         |                               |                               |  |  |       |  |  | Principe Mancha II Shervashidze |  |  |                                |  |
|                                        |                         | …                             | …                             |  |  |       |  |  |                                 |  |  |                                |  |
|                                        |                         | …                             | …                             |  |  |       |  |  |                                 |  |  |                                |  |
|                                        |                         | …                             | …                             |  |  |       |  |  |                                 |  |  |                                |  |
| Principe Giorgio Shervashidze          |                         | …                             |                               |  |  |       |  |  |                                 |  |  |                                |  |
|                                        |                         | …                             | …                             |  |  |       |  |  |                                 |  |  |                                |  |
|                                        |                         | …                             | …                             |  |  |       |  |  |                                 |  |  |                                |  |
|                                        |                         | …                             | …                             |  |  |       |  |  |                                 |  |  |                                |  |
| …                                      |                         | …                             |                               |  |  |       |  |  |                                 |  |  |                                |  |
|                                        |                         | …                             | …                             |  |  |       |  |  |                                 |  |  |                                |  |
|                                        |                         | …                             | …                             |  |  |       |  |  |                                 |  |  |                                |  |
|                                        |                         | …                             | …                             |  |  |       |  |  |                                 |  |  |                                |  |
| Principe Demitrio Shervashidze         |                         | …                             |                               |  |  |       |  |  |                                 |  |  |                                |  |
|                                        | Principe Otia I Dadiani | Principe Bejan I Dadiani      |                               |  |  |       |  |  |                                 |  |  |                                |  |
|                                        | Principe Otia I Dadiani | Principe Bejan I Dadiani      |                               |  |  |       |  |  |                                 |  |  |                                |  |
|                                        | Principe Otia I Dadiani | Principessa Tamara Gelovani   |                               |  |  |       |  |  |                                 |  |  |                                |  |
| Principe Katsia II Dadiani             | Principe Otia I Dadiani |                               |                               |  |  |       |  |  |                                 |  |  |                                |  |
|                                        |                         | Principessa Gulkhana Chkeidze | Principe Koshita III Chkeidze |  |  |       |  |  |                                 |  |  |                                |  |
|                                        |                         | Principessa Gulkhana Chkeidze | Principe Koshita III Chkeidze |  |  |       |  |  |                                 |  |  |                                |  |
|                                        |                         | Principessa Gulkhana Chkeidze | Principessa Mariam Bagration  |  |  |       |  |  |                                 |  |  |                                |  |
| Principessa Tamara Dadiani             |                         | Principessa Gulkhana Chkeidze |                               |  |  |       |  |  |                                 |  |  |                                |  |
|                                        |                         | Principe Paata Tsulukidze     | Principe N. Tsulukidze        |  |  |       |  |  |                                 |  |  |                                |  |
|                                        |                         | Principe Paata Tsulukidze     | Principe N. Tsulukidze        |  |  |       |  |  |                                 |  |  |                                |  |
|                                        |                         | Principe Paata Tsulukidze     | …                             |  |  |       |  |  |                                 |  |  |                                |  |
| Principessa Anna Tsulukidze            |                         | Principe Paata Tsulukidze     |                               |  |  |       |  |  |                                 |  |  |                                |  |
|                                        |                         | …                             | …                             |  |  |       |  |  |                                 |  |  |                                |  |
|                                        |                         | …                             | …                             |  |  |       |  |  |                                 |  |  |                                |  |
|                                        |                         | …                             | …                             |  |  |       |  |  |                                 |  |  |                                |  |
|                                        |                         | …                             |                               |  |  |       |  |  |                                 |  |  |                                |  |